# Leonard Hofstadter
Leonard Leakey Hofstadter è un personaggio della sitcom The Big Bang Theory, interpretato da Johnny Galecki e doppiato in italiano da Gabriele Lopez.
È uno dei tre maggiori protagonisti della serie, assieme a Sheldon e Penny.

## Biografia del personaggio
Leonard, originario del New Jersey, è un fisico che ha ottenuto laurea e dottorato a Princeton che lavora come fisico sperimentale alla Caltech. Oltre al suo campo di studi, si interessa anche alla letteratura fantasy e alla storia.
Vive con il suo coinquilino Sheldon nell'appartamento 4A al 2311 North Los Robles Avenue di Pasadena e ha come vicina Penny (che vive al 4B); proprio come per il suo coinquilino, anche lui porta il cognome di uno dei vincitori del Nobel per la fisica, Robert Hofstadter, mentre il nome è tratto direttamente dall'attore, regista e produttore cinematografico Sheldon Leonard.
Il suo QI è di ben 173, ma Sheldon ama sminuire le capacità e il lavoro di Leonard: in particolare, continua a sostenere che tutte le sue ricerche sarebbero derivative, al punto che le sue teorie potrebbero essere scritte "su qualunque bagno maschile al MIT".
Diversamente dai suoi amici, Leonard prova spesso imbarazzo per le sue abitudini e i suoi interessi da nerd, in particolare in presenza di Penny: tuttavia questo imbarazzo sparisce sempre dopo pochi istanti, quando si rende conto che quello è il suo mondo ed è l'unico in cui verrà sempre accettato per quello che è. È una persona di animo buono, disponibile, ma anche goffo, soprattutto quando si trova a dover corteggiare Penny, e molto insicuro.
Leonard è asmatico, non digerisce il mais ed è intollerante al lattosio, il quale gli provoca attacchi di meteorismo. Nonostante tenti di tenere segreta questa imbarazzante intolleranza davanti agli estranei, essa viene sempre svelata ad alta voce dai suoi amici, soprattutto Sheldon.
Sa suonare il violoncello (strumento che i suoi genitori gli hanno praticamente imposto di imparare a suonare), cosa che ha fatto anche per il quartetto d'archi del dipartimento per sostituire il suo collega Elliot Wong.

## Caratterizzazione

### Famiglia
Tutti i membri della famiglia di Leonard, cioè i genitori e la sorella, sono scienziati affermati mentre suo fratello minore, Michael, è un avvocato di grande successo; proprio per questo ha un rapporto molto conflittuale con i suoi familiari, in quanto tutti hanno raggiunto l'apice nel loro campo, e in particolare con la madre, la dottoressa Beverly Hofstadter, neuropsichiatra dal carattere molto freddo e calcolatore. La donna, infatti, mostra apertamente di non provare alcun affetto nei confronti del figlio ed è solita continuare a rammentargli i continui successi dei suoi fratelli, onde evidenziare gli scarsi risultati ottenuti da Leonard. Inoltre non ha problemi a metterlo continuamente in imbarazzo davanti ai suoi amici, rivelando particolari o episodi particolarmente imbarazzanti della sua infanzia. Tuttavia, Leonard è alla costante ricerca di un gesto di affetto o di approvazione da parte della madre, la quale invece continua a considerare il figlio (fin dalla sua infanzia) come una cavia su cui sviluppare i suoi studi ed esperimenti psicologici, ma sembra tutto inutile, anche perché sua madre preferisce Sheldon a lui, fino a quando Leonard deciderà di perdonarla: dopo aver scoperto come Beverly sia venuta a trovarlo solo per poter scrivere l'ennesimo libro basato sull'analisi di lui, Leonard si infuria e, dopo aver espresso il proprio disappunto, capisce che la madre non sarà in grado di cambiare e quindi, stanco di provare rancore, decide di perdonarla comunque, anche se lei non lo merita; il gesto non solo libera Leonard dal proprio dolore, ma spinge Beverly a commuoversi a tal punto di abbracciarlo. 
Inoltre, nella famiglia di Leonard non si festeggiano i compleanni e neanche il Natale, ma soltanto i meriti.
Leonard è regolarmente citato in vari saggi e libri che la madre ha pubblicato, come ad esempio "Bimbo bramoso, bimbo appiccicoso", "Il figlio deludente" o "Lo fa di proposito, crescere un adolescente che bagna il letto".
Suo padre Alfred invece è un antropologo: i due non passavano molto tempo insieme quando Leonard era piccolo dato che era sempre troppo occupato con il lavoro; comunque il suo rapporto con lui è enormemente più amichevole rispetto a quello con la madre, tra l'altro sia padre che figlio hanno sempre avuto dei problemi a rapportarsi con Beverly a causa del suo carattere freddo e insensibile. Per sua stessa ammissione, Beverly ha rivelato che lei e il marito hanno concepito Leonard solo per condurre una ricerca scientifica. Per questo Leonard, pur volendole bene, non ha mai contestato l'infedeltà di Alfred, ritenendo già strano che lui avesse resistito così a lungo.
È benvoluto da Wyatt, il padre di Penny (che diventerà poi suo suocero). Quando i due si incontrano per la prima volta, Penny, che aveva lasciato Leonard da poco, gli chiede di fingere di essere ancora il suo ragazzo per compiacere Wyatt: in breve i due uomini scoprono di andare molto d'accordo, ma bene presto la bugia viene fuori e quindi Wyatt, dopo aver rimproverato la figlia, implora Leonard, letteralmente, di riprovare a mettersi con lei perché è l'unico ragazzo decente con cui sua figlia sia mai uscita. Anche con la famiglia di Sheldon ha un rapporto emotivamente molto più profondo, in particolare con George jr. con il quale lega immediatamente, potendo i due capirsi meglio di chiunque altro, dato che entrambi sanno quanto sia difficile dover gestire Sheldon, ma soprattutto con Mary: senza contare il generale calore con cui la donna tratta gli amici del figlio, Leonard fra tutti è quello che Mary apprezza di più, dato che è quasi solo grazie a lui che Sheldon, dopo tanti anni, ha trovato delle persone estranee alla famiglia che non lo hanno lasciato solo.
Vorrebbe avere dei figli, ma è costretto a rispettare il desiderio di Penny di non volerne, consolandosi con il fatto che lei sia comunque la cosa migliore che gli sia capitata nella vita, ma nel finale della serie il suo desiderio sarà esaudito dall'inaspettata gravidanza della moglie che, scopertasi incinta, scopre anche un inaspettato desiderio di maternità.

### Relazioni sentimentali
Leonard, nel corso della serie, ha avuto quattro storie sentimentali importanti:
- Penny: Leonard si invaghisce di lei dal primo momento in cui la vede, ma a causa della sua timidezza, fa fatica a chiederle un appuntamento. Inizialmente Leonard prova gelosia nel vedere costantemente Penny insieme ad altri ragazzi, molto più attraenti e prestanti, ma anche decisamente stupidi. Nel corso della serie, riuscirà a fidanzarsi con lei. Nonostante Leonard e Penny siano tanto innamorati, sono entrambi molto insicuri l'uno nei confronti dell'altra: Leonard non si sente all'altezza della bellezza e socialità di Penny, mentre quest'ultima non si sente all'altezza dell'intelligenza e cultura di Leonard. Comunque, dopo diverse rotture e riappacificamenti, i due arriveranno a sposarsi e, al termine della serie, scopriranno di aspettare un bambino.
- Leslie Winkle: dopo un primo tentativo fallimentare con Leslie, dovuto più che altro all'impossibilità di un rapporto con Penny, i due finiscono a letto insieme e Leonard si illude di avere una relazione con la ragazza, ma lei gli fa capire che la loro era soltanto la storia di una notte. Successivamente Leslie esprime il suo interesse nell'avere una relazione stabile con lui, ma le diversità di vedute sulla teoria delle stringhe porta alla rottura.
- Stephanie Barnett: Leonard conosce Stephanie tramite Howard, che l'aveva inviata per guidare il Mars Rover, ma finisce per interessarsi del fisico; la loro storia termina a causa della troppa invadenza della ragazza che, dopo sole due settimana di conoscenza, si era praticamente trasferita nella sua stanza, costringendo il ragazzo a interrompere i rapporti.
- Priya Koothrappali: è la sorella di Raj e si frequentava con Leonard, all'insaputa del fratello, quando la ragazza lo andava a trovare in California. Leonard cerca di avere una storia seria con lei ma viene respinto; quando però Priya si trasferisce per lavoro a Pasadena iniziano a frequentarsi e ad avere una relazione stabile, che termina in seguito al ritorno della ragazza in India: inizialmente tentano una relazione a distanza, ma Leonard la lascia quando Priya gli confessa di averlo tradito con un suo ex ragazzo proprio mentre Leonard si era invaghito ed aveva baciato una ragazza appena incontrata; la mutua infedeltà lo convince che loro due non si amano abbastanza, quindi la lascia.